# Мамонтовський
Ма́монтовський (рос. Мамонтовский) — селище у складі Алейського району Алтайського краю, Росія. Входить до складу Алейської сільської ради.

## Населення
Населення — 51 особа (2010; 97 у 2002).
Національний склад (станом на 2002 рік):
- росіяни — 87 %